# بايرون ماكليلاند
بايرون ماكليلاند (بالإنجليزية: Byron McClelland)‏ هو مدرب خيول أمريكي، ولد في 1855 في ليكسينغتون في الولايات المتحدة، وتوفي في 11 يونيو 1897.